# Христорождественский собор (Каргополь)
Собор Рождества Христова (Христо́рожде́ственский собо́р) — недействующий православный храм в городе Каргополь Архангельской области.

## История
Заложен в 1552 году и строился 10 лет вероятнее всего новгородскими мастерами. Первоначально был прост в объёме: прямоугольный в плане, двухэтажный, стоял он на подклети. Существует предположение, что первоначально собор был покрыт тёсом с большими свесами крыш, а в верхнюю, летнюю, церковь вели устроенные с трёх сторон деревянные лестницы с нарядными крыльцами.
В 1652 году с северной стороны к нему был пристроен небольшой придел Святых Филиппа и Алексия. Позднее к южной стене пристраивают другой — во имя Всемилостивого Спаса, а к западной — галерею и крытое крыльцо, и в духе XVII века их щедро украшают белокаменной резьбой. После пожара 1765 года стены собора, давшие трещины, укрепляют мощными контрфорсами. Часть настенных росписей, уцелев во время пожара, была испорчена, поскольку в течение пяти лет собор стоял без всякого ремонта под открытым небом.
В храме с 1714 года до конца 1920-х годов хранилась чудотворная Казанская икона Богородицы (ныне её местонахождение неизвестно).
В 1936 году передан в Каргопольский историко-архитектурный и художественный музей-заповедник.

## Архитектура и убранство
Сложенный из белого камня и кирпича шестистолпный пятиглавый трёхапсидный храм на подклете.
Первый ярус собора — представлена уникальная коллекция «небес» из церквей и часовен Каргопольского района. Во втором ярусе сохранился резной пятиярусный иконостас второй половины XVIII века, фрагмент средневековой фрески.
Сегодня стены покрашены в белый цвет, виден лишь небольшой фрагмент средневековых фресок с западной стороны. От икон осталось лишь то, что было установлено после 1765 года. Необычным элементом внешней конструкции является железная балка в виде руки, торчащая из центрального каменного барабана. К её концу прикреплена цепь, державшая центральное паникадило (само паникадило исчезло при закрытии собора).
С веками здание ушло в землю почти на метр.

## Иконы
и «Положение ризы Богородицы, с Деисусом и избранными святыми»
- Икона «Положение Ризы Богородицы». Середина XVI века. Новгородская школа, северная провинция. Доска, паволока, левкас, темпера. 46х38 см. Богородица стоит, указывая двумя руками на Влахернский храм, в котором показан ковчег с ризой Богородицы. В правом верхнем углу видна благословляющая десница Бога Отца. На верхнем поле изображён поясной Деисус о 7 фигурах: ап. Пётр, архангел Михаил, Богородица, Иисус, св. Иоанн Креститель, архангел Гавриил, ап. Павел.

- Икона «Рождество Христово». Вторая половина XVI века. Северные письма. Сосновая доска, паволока, левкас, темпера, 180х155 см. Подробно передаёт евангельское предание о рождении Христа, стараясь не выпускать даже второстепенные детали. Здесь нет единого композиционного центра, и одна сцена свободно перетекает в другую. Написана хорошим мастером своего времени, возможно, лучшим в Каргополе той поры, она отличается особой непосредственностью истолкования, присущей фольклору. Небеса представлены сегментом круга вверху иконы. Описание событий начинается с путешествия в Вифлеем Иосифа и Марии. Она изображена верхом на белой лошади, сопровождаемая идущими Иосифом и юношей. В центре иконы представлено собственно рождение Христа. Богородица полулежит. Младенец спеленатый лежит в яслях. Его окружают ангелы. В верхних углах показаны скачущие на лошадях волхвы. Ниже справа ангел сообщает спавшим пастухам о рождении Спасителя. Ещё ниже две женщины омывают Младенца. Ещё ниже пастухи музыкой прославляют спеленатого Младенца. Слева трое волхвов подносят дары. Левее сидит Иосиф, беседующий со стариком.

Сейчас икона находится в Русском музее в Санкт-Петербурге.